# Elena Colas
Pour les articles homonymes, voir Colas.
 (juin 2025).
La mise en forme du texte ne suit pas les recommandations de Wikipédia : il faut le « wikifier ».
Les points d'amélioration suivants sont les cas les plus fréquents :
- Les titres sont pré-formatés par le logiciel. Ils ne sont ni en capitales, ni en gras.
- Le texte ne doit pas être écrit en capitales (les noms de famille non plus), ni en gras, ni en italique, ni en « petit »…
- Le gras n'est utilisé que pour surligner le titre de l'article dans l'introduction, une seule fois.
- L'italique est rarement utilisé : mots en langue étrangère, titres d'œuvres, noms de bateaux, etc.
- Les citations ne sont pas en italique mais en corps de texte normal. Elles sont entourées par des guillemets français : « et ».
- Les listes à puces sont à éviter, des paragraphes rédigés étant largement préférés. Les tableaux sont à réserver à la présentation de données structurées (résultats, etc.).
- Les appels de note de bas de page (petits chiffres en exposant, introduits par l'outil «  Source ») sont à placer entre la fin de phrase et le point final[comme ça].
- Les liens internes (vers d'autres articles de Wikipédia) sont à choisir avec parcimonie. Créez des liens vers des articles approfondissant le sujet. Les termes génériques sans rapport avec le sujet sont à éviter, ainsi que les répétitions de liens vers un même terme.
- Les liens externes sont à placer uniquement dans une section « Liens externes », à la fin de l'article. Ces liens sont à choisir avec parcimonie suivant les règles définies. Si un lien sert de source à l'article, son insertion dans le texte est à faire par les notes de bas de page.
- La présentation des références doit suivre les conventions bibliographiques. Il est recommandé d'utiliser les modèles {{Ouvrage}}, {{Chapitre}}, {{Article}}, {{Lien web}} et/ou {{Bibliographie}}. Le mode d'édition visuel peut mettre en forme automatiquement les références.
- Insérer une infobox (cadre d'informations à droite) n'est pas obligatoire pour parachever la mise en page.

Pour une aide détaillée, merci de consulter Aide:Wikification.
Si vous pensez que ces points ont été résolus, vous pouvez retirer ce bandeau et améliorer la mise en forme d'un autre article.
Elena Colas est une gymnaste française, née le 1er mai 2010 à Chambray-lès-Tours (Indre-et-Loire).
Membre de l'équipe de France junior, elle s'entraîne au club d'Avoine Beaumont Gymnastique où évolue également Carolann Héduit. Dans les catégories « Avenir » puis « Espoir », elle est triple championne de France au concours général en 2021, 2022 et 2023. Elle est double championne de France junior en 2024 et 2025 et triple championne d'Europe en catégorie junior en 2024. Elle a donc remporté cinq titres consécutifs de championne de France.

## Biographie

### Débuts et carrière espoir
Elena Colas, née à Chambray-lès-Tours, commence la gymnastique très jeune à l'âge de 3 ans en babygym au club d'Avoine Beaumont Gymnastique où sa mère, Carole Boin, travaille comme entraîneur de gymnastique.

#### 2019
En novembre 2019, elle remporte la médaille d'or au concours général à l'Elite Gym Massilia dans la catégorie Cigalettes Avenir.

#### 2021
En juin 2021, Elena Colas participe à ses premiers championnats de France, elle remporte la médaille d'or au concours général dans la catégorie Avenirs 11 ans. Son programme de grande difficulté se distingue des autres gymnastes et lui permet d'avoir une avance de près de neuf points.
En octobre, Elena Colas est sélectionnée en équipe de France junior pour le match international amical U13 à Zurich en Suisse. Elle remporte la médaille de bronze en équipe, le bronze aux barres asymétriques et l'argent au sol.
En novembre, elle participe au tournoi international de Combs-la-Ville dans la catégorie espoirs où elle remporte quatre médailles. La médaille d'or à la poutre, la médaille d'argent aux barres asymétriques et la médaille de bronze au sol et au saut.

#### 2022
En avril 2022, elle est sélectionnée en équipe de France junior pour le tournoi U13 d'Elek Matolay à Budapest en Hongrie. Elle remporte la médaille d'or au saut et en poutre.
En juin, elle fait partie de l'équipe d'Avoine Beaumont Gymnastique au Top 12, le championnat qui regroupe les meilleurs clubs de gymnastique en France. Elle remporte l'or avec son club qui remporte le championnat pour la deuxième année consécutive.
En juillet, Elena Colas participe aux championnats de France où elle survole la compétition et remporte la médaille d'or au concours général dans la catégorie Avenirs 12 ans avec plus de treize points devant sa suivante, Lola Chassat. Encore une fois, elle présente des mouvements de grande difficulté face à ses concurrentes[réf. nécessaire].
En novembre, elle participe au tournoi international de Combs-la-Ville dans la catégorie espoirs où elle remporte cinq médailles : la médaille d'or au concours général, saut, barres asymétriques et poutre ainsi que la médaille d'argent au sol.

#### 2023
En avril 2023, avec l'équipe d'Avoine Beaumont Gymnastique au Top 12. Elle remporte l'or avec son club qui remporte le championnat pour la troisième année consécutive.
En juin, Elena Colas participe aux championnats de France où elle survole la compétition et remporte la médaille d'or au concours général dans la catégorie Espoir 13 ans avec plus de sept points face à Lola Chassat qui termine deuxième. Une nouvelle fois, elle présente des mouvements de grande difficulté face à ses concurrentes[réf. nécessaire].
En juillet, ses parents menacent, avec son accord, de lui faire changer de nationalité sportive à l'instar de Kaylia Nemour si les discriminations de la Fédération française de gymnastique à son encontre perdurent (refus qu'elle soit accompagnée lors des sélections par ses entraîneurs, contrairement aux autres concurrentes, mesures vexatoires consistant à ne pas la doter de la tenue française lors des tournois extérieurs, etc.),. Ses parents n'acceptent alors plus son engagement dans l'équipe de France tant qu'une solution pérenne n'est pas trouvée.

### Carrière junior

#### 2024
En mars 2024, Elena Colas se classe première du test de sélection en vue des championnats d'Europe 2024.
Elena Colas est sélectionnée dans l'équipe de France junior pour les championnats d'Europe à Rimini en Italie. Elle fait alors son retour en équipe de France junior pour le match amical U15 à Macolin en Suisse, la présence de son entraineur étant de nouveau autorisée par la fédération. Elle remporte la médaille d'or en équipe ainsi que la médaille d'or au concours général avec près de trois points d'avance.
Lors des championnats d'Europe 2024, Elena Colas, bien qu'en première année junior, remporte trois médailles d'or : au concours général, par équipes et aux barres asymétriques. Elle remporte également le bronze au saut de cheval. Ces championnats sont l'occasion d'un duel avec la gymnaste italienne Giulia Perotti (en) avec qui elle se partage la majorité des médailles d'or de la compétition.
Lors des championnats de France Élite Junior en juin, elle remporte trois médailles d'or : concours général , barres asymétriques et sol et une médaille d'argent au saut.
En novembre, Elena Colas est sélectionnée en équipe de France junior pour le tournoi international de Combs-la-Ville. Elle remporte la médaille d'or en équipe ainsi que la médaille d'or au concours général et l'or en poutre.

#### 2025
En mars 2025, Elena Colas est sélectionnée en équipe de France junior pour l'international Gymnix à Montréal au Canada. Elle remporte cinq médailles d'or : concours général, par équipe, aux barres asymétriques, à la poutre et au sol. Elle remporte aussi le bronze au saut.
Le 29 mars 2025, Elena Colas avec l'équipe d'Avoine Beaumont Gymnastique remporte le titre de championne de France Top 12.
Lors des championnats de France Elite Junior en avril à Agen, Elena Colas remporte quatre médailles d'or : concours général, saut, barres asymétriques et sol. Elle remporte également la médaille d'argent en poutre.
Engagée aussi sur le tournoi italien Serie A (équivalent du Top 12) avec le club de l’ASD Libertas Ginnastica Vercelli, elle remporte l'or au côté de Giulia Perotti. Elena signe le meilleur total point au concours général faisant face à des seniors italiennes médaillées olympiques tel que Manila Esposito.
En juin 2025, Elena Colas prépare le festival olympique de la jeunesse européenne 2025 (FOJE) 2025 prévu à Skopje, en Macédoine du Nord. Lors de cette compétition elle remporte l'or au concours général, l'or en équipe avec Lola Chassat et Maïana Prat et l'or en finale mixte avec Ruddly Bordelais-Maisonnable. Qualifiée pour l'ensemble des finales par agrès, elle déclare finalement forfait pour la finale au saut du fait de l'absence de son entraineuse, Gina Chirilcenco suspendue par la fédération. Elle remporte ensuite l'or aux barres asymétriques et à la poutre, et l'argent au sol, partageant l'ensemble des podiums avec ses coéquipières. 

## Palmarès

### Compétitions internationales

#### Tournoi de Combs la Ville 2022
- 26e édition[31],[32]
  -  médaille d'argent au concours général par équipe avec l'équipe d'Avoine Beaumont Gymnastique.
  -  médaille d'or au concours général individuel.
  -  médaille d'or à la poutre.
  -  médaille d'or aux barres asymétriques.
  -  médaille d'or au saut.
  -  médaille d'argent au sol.

#### Tournoi de Combs la Ville 2024
- 28e édition[33]
  -  médaille d'or au concours général par équipe.
  -  médaille d'or au concours général individuel.
  -  médaille d'or à la poutre.

#### Championnats d'Europe juniors 2024 de Rimini
- médaille d'or au concours général individuel.
- médaille d'or au concours général par équipe.
- médaille d'or aux barres asymétriques.
- médaille de bronze au saut de cheval.

#### Festival olympique européen de la jeunesse 2025 à Osijek
- médaille d'or au concours général individuel[34].
- médaille d'or au concours général par équipe.
- médaille d'or en finale mixte.
- médaille d'or aux barres asymétriques.
- médaille d'or à la poutre.
- médaille d'argent au sol.

### Compétitions nationales

#### Championnats de France
- Championnat de France Elite 2021 à La Roche-sur-Yon :
  -  médaille d'or au concours général dans la catégorie Avenirs 11 ans ;
- Championnat de France Elite 2022 à Élancourt :
  -  médaille d'or au concours général dans la catégorie Espoir 12 ans,
- Championnat de France Élite 2023 à Saint-Brieuc :
  -  médaille d'or au concours général dans la catégorie Espoir 13 ans,
- Championnat de France Elite 2024 à Lyon 
  -  médaille d'or au concours général dans la catégorie junior,
  -  médaille d'or aux barres dans la catégorie junior,
  -  médaille d'or au sol dans la catégorie junior,
  -  médaille d'argent au saut dans la catégorie junior ;
- Championnat de France Elite 2025 à Agen
  -  médaille d'or au concours général dans la catégorie junior,
  -  médaille d'or au saut dans la catégorie junior,
  -  médaille d'or aux barres dans la catégorie junior,
  -  médaille d'or au sol dans la catégorie junior,
  -  médaille d'argent à la poutre dans la catégorie junior.

#### Top 12
- Top 12 2022 :  médaille d'or avec l'équipe d'Avoine Beaumont Gymnastique.
- Top 12 2023 :  médaille d'or avec l'équipe d'Avoine Beaumont Gymnastique.
- Année en Nationale 1 :  médaille d'or avec l'équipe d'Avoine Beaumont Gymnastique.
- Top 12 2025 :  médaille d’or avec l'équipe d'Avoine Beaumont Gymnastique[35].